# Samir Bousenine
Samir Bousenine El Mourabit (* 7. Februar 1991) ist ein andorranischer ehemaliger Fußballnationalspieler.

## Verein
Er spielte für den FC Andorra und den FC Santa Coloma und wechselte dann zu diversen unterklassigen Vereinen nach Frankreich. 2015 kehrte er in seine Heimat zurück, zuletzt stand er 2018 beim Inter Club d’Escaldes unter Vertrag und ist seitdem ohne neuen Klub.

## Nationalmannschaft
Bousenine debütierte am 29. Mai 2010 in Reykjavík gegen die Auswahl Islands. Dieses Spiel ging mit 0:4 verloren.